# كينغ كوتن
كينغ كوتن (بالإنجليزية: King Cotton)‏ هو موسيقي أمريكي، ولد في 1945 في نافاسوتا في الولايات المتحدة.